# بوعصيدة (الحفاية)
بوعصيدة هو دُوَّار يقع بجماعة سيدي أحمد أو عمرو، إقليم تارودانت، جهة سوس ماسة في المملكة المغربية. ينتمي الدوّار لمشيخة الحفاية التي تضم 8 دواوير. يقدر عدد سكانه بـ 1036 نسمة حسب الإحصاء الرسمي للسكان والسكنى لسنة 2004.

## روابط خارجية
- البوابة الوطنية للجماعات الترابية نسخة محفوظة 12 مارس 2018 على موقع واي باك مشين.
- المندوبية السامية للتخطيط